# Československá basketbalová liga 1992-1993
La Československá basketbalová liga 1992-1993 è stata la 65ª edizione del massimo campionato cecoslovacco di pallacanestro maschile. La vittoria finale è stata ad appannaggio del Baník Prievidza.
Fu l'ultima edizione del campionato della Cecoslovacchia, dato che con la dissoluzione della Cecoslovacchia, le squadre ceche e slovacche iniziarono a gareggiare nei neonati campionati ceco e slovacco.

## Risultati

### Stagione regolare
|     | Squadra                | G  | V  | P  | PF   | PS   | Pt. | Qualificazione |
| --- | ---------------------- | -- | -- | -- | ---- | ---- | --- | -------------- |
| 1.  | Baník Prievidza        | 30 | 23 | 7  | 2898 | 2667 | 53  |                |
| 2.  | USK Praga              | 30 | 23 | 7  | 2762 | 2531 | 53  |                |
| 3.  | Pezinok                | 30 | 18 | 12 | 2809 | 2617 | 48  |                |
| 4.  | Brno                   | 30 | 17 | 13 | 2657 | 2587 | 47  |                |
| 5.  | Inter Bratislava       | 30 | 17 | 13 | 2550 | 2572 | 47  |                |
| 6.  | VŠDS Žilina            | 30 | 16 | 14 | 2415 | 2380 | 46  |                |
| 7.  | Nový Jičín             | 30 | 15 | 15 | 2639 | 2735 | 45  |                |
| 8.  | Sparta Praga           | 30 | 15 | 15 | 2659 | 2532 | 45  |                |
| 9.  | ESO Lučenec            | 30 | 13 | 17 | 2504 | 2605 | 43  |                |
| 10. | Nová huť Ostrava       | 30 | 13 | 17 | 2676 | 2664 | 43  |                |
| 11. | Baník Handlová         | 30 | 13 | 17 | 2450 | 2497 | 43  |                |
| 12. | Slávia TU Košice       | 30 | 13 | 17 | 2687 | 2757 | 43  |                |
| 13. | Slávia Banská Bystrica | 30 | 13 | 17 | 2439 | 2504 | 43  |                |
| 14. | TTS Trenčín            | 30 | 12 | 18 | 2533 | 2619 | 42  |                |
| 15. | Pardubice              | 30 | 11 | 19 | 2705 | 2757 | 41  |                |
| 16. | Dukla Olomouc          | 36 | 8  | 22 | 2308 | 2674 | 38  |                |

| Československá basketbalová liga 1992-1993 |
| ------------------------------------------ |
| Baník Prievidza 2º titolo                  |

## Formazione vincitrice
| N° | Naz.                      | Ruolo | Sportivo          |  | Alt. |  |
| -- | ------------------------- | ----- | ----------------- |  | ---- |  |
|    | Cecoslovacchia (bandiera) |       | Dušan Lukášik     |  |      |  |
|    | Cecoslovacchia (bandiera) |       | Jaroslav Kraus    |  |      |  |
|    | Lituania (bandiera)       | AG    | Darius Dimavičius |  | 204  |  |
|    | Russia (bandiera)         | G     | Oleg Meleščenko   |  | 190  |  |
|    | Cecoslovacchia (bandiera) |       | Uhnák             |  |      |  |
|    | Cecoslovacchia (bandiera) |       | Floreš            |  |      |  |
|    | Cecoslovacchia (bandiera) |       | Jelačič           |  |      |  |
|    | Cecoslovacchia (bandiera) |       | Marchyn           |  |      |  |
|    | Cecoslovacchia (bandiera) |       | Sestrienka        |  |      |  |
|    | Cecoslovacchia (bandiera) |       | Juskok            |  |      |  |
|    | Cecoslovacchia (bandiera) |       | Tábi              |  |      |  |
|    | Cecoslovacchia (bandiera) |       | Pipíšk            |  |      |  |
|    | Cecoslovacchia (bandiera) | All.  | Chrenka           |  |      |  |

## Fonti
- Ing. Pavel Šimák: Historie československého basketbalu v číslech (1932-1985), Basketbalový svaz ÚV ČSTV, květen 1985, 174 stran
- Ing. Pavel Šimák: Historie československého basketbalu v číslech, II. část (1985-1992), Česká a slovenská basketbalová federace, březen 1993, 130 stran
- Juraj Gacík: Kronika československého a slovenského basketbalu (1919-1993), (1993-2000), vydáno 2000, 1. vyd, slovensky, BADEM, Žilina, 943 stran
- Jakub Bažant, Jiří Závozda: Nebáli se své odvahy, Československý basketbal v příbězích a faktech, 1. díl (1897-1993), 2014, Olympia, 464 stran